# 次の被害者
『次の被害者』（原題: 誰是被害者、英題: The Victims' Game）は、2020年から配信されている台湾のテレビドラマシリーズ。娘が連続殺人事件に関わっていることを知った鑑識官を描く。出演はジョセフ・チャン、シュー・ウェイニン・ワン・シーシェンなど。2020年4月30日からNetflixが全世界に配信した。

## あらすじ
アスペルガー症候群の鑑識官ファン・イーレンは、疎遠になっていた娘ジャン・シャオモンが連続殺人事件に関与していることを知る。ファンは事件記者のシュー・ハイインらと共に事件解決にすべてを注ぐ。

## キャスト
- ジョセフ・チャン - ファン・イーレン
- シュー・ウェイニン（中国語版） - シュー・ハイイン
- ワン・シーシェン（中国語版） - チャオ・チョンクワン
- ルビー・リン - リー・ヤージュン
- リヴァー・フアン（中国語版） - ヨウ・チョンハオ
- ムーン・リー - ジャン・シャオモン

ファン・イーレンの娘。
- ディン・ニン - スー・コーユン
- Rexen Cheng - ジュアン・ビンヤオ
- チェン・ジアクウェイ - チャン・ツォンジエン
- Joseph Hsia - Xia Jing-Ting
- Nian Xian Ma - Hui Zi
- Chang Tsai-Hsing - Xiao Liao
- Diane Lin - Chen Yu-Xuan
- Hong Sheng De - Sun Yong-Zhen

## エピソード
| 通算 話数 | シーズン 話数 | タイトル     | 原題   | 公開日        |
| --------- | ------------- | ------------ | ------ | ------------- |
| 1         | 1             | "指紋"       | 指紋   | 2020年4月30日 |
| 2         | 2             | "報道"       | 報導   | 2020年4月30日 |
| 3         | 3             | "キャンドル" | 蠟燭   | 2020年4月30日 |
| 4         | 4             | "駅"         | 車站   | 2020年4月30日 |
| 5         | 5             | "タトゥー"   | 刺青   | 2020年4月30日 |
| 6         | 6             | "最期の願い" | 遺願   | 2020年4月30日 |
| 7         | 7             | "ミズガンピ" | 水芫花 | 2020年4月30日 |
| 8         | 8             | "傘"         | 傘     | 2020年4月30日 |

## 製作
Netflixはシリーズの製作に対し、台湾ドラマ史上最高額の制作費を用意した。